# Linha de sucessão ao trono da Bulgária

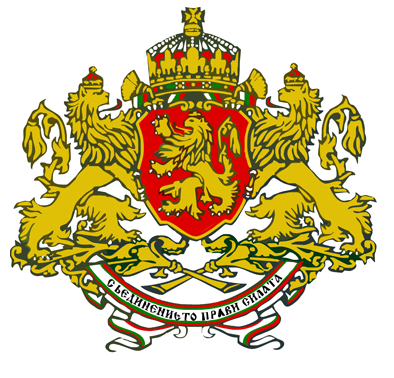
O brasão de armas da monarquia na Bulgária.

A linha de sucessão ao trono da Bulgária segue a política da lei sálica.
A monarquia, a búlgara foi extinto em 1946 na sequência de um referendo pilotado por forças soviéticas. O pretendente ao título de Czar da Bulgária é atualmente Simeão II.

## A linha de sucessão
A atual linha de sucessão ao Simeão II é:
1. Bóris, o príncipe da Bulgária, nascido em 10 de outubro de 1997.
2. Beltrano, o príncipe da Bulgária, nascido no dia 23 de março de 1999.
3. Cirilo, o príncipe da Bulgária, o príncipe de Preslau, nascido em 11 de julho de 1964.
4. Tassílio, o príncipe da Bulgária, o príncipe de Preslau, nascido a 20 de janeiro de 2002.
5. cKubrato, o príncipe da Bulgária, o príncipe de Panagjurište, nascido em 5 de novembro de 1965.
6. Marco, o príncipe da Bulgária, o príncipe de Panagjurište, nascido em 26 de abril de 1995.
7. Lucas, o príncipe da Bulgária, o príncipe de Panagjurište, nascido a 15 de julho de 1997.
8. Tarso, o príncipe da Bulgária, o príncipe de Panagjurište, nascido em 3 de junho de 2002.
9. Constantino, o príncipe da Bulgária, o príncipe de Vidim nasceu em 5 de dezembro de 1967.
10. Umberto, o príncipe da Bulgária, o príncipe de Vidin, nascido em 20 de novembro de 1999.